# Raúl Romo
Raúl Romo Soto (Vitoria, 1973) es un músico español, saxofonista y compositor, que ejerce como profesor de saxo en la Escuela de Música Luis Aramburu de Vitoria.
Ha sido y es miembro de numerosas agrupaciones musicales, como la banda municipal de música de Vitoria, el Cuarteto de Saxofones Pablo Sarasate, y la Pirineos Jazz Orchestra, así como fundador y director de la Luis Aramburu Big Band.

## Estudios
Obtuvo el Título Superior de Profesor de Saxofón en el Conservatorio Navarro de Música Pablo Sarasate de Pamplona, finalizando el Grado Superior de Saxofón con Matrícula de Honor.
Una vez concluidos sus estudios en el Conservatorio, recibe clases de Jazz del saxofonista polaco Andrei Olejnizak. Posteriormente se traslada semanalmente a Madrid donde recibe clases de improvisación y Armonía moderna con Bob Sands,  Claudio Gabis y M.  A.  Blanco, profesores de la Escuela de Música Creativa de Madrid(EMC).
Además de lo anterior, en el año 2000 se graduó summa cum laude en “Jazz Composition” en la prestigiosa Berklee College of Music de Boston.

## Carrera musical
Actualmente compagina su labor pedagógica en la Escuela Luis Aramburu con actuaciones y grabaciones con diferentes grupos,  como The Hot Wok, Congroove, Romo´s House, Playa Canalla y Maracas para dos.
Aunque músico polivalente, Raúl Romo manifiesta una especial predilección por la improvisación y la implicación con el público, muy habitualmente por medio de ritmos bailables entretejidos entre el Funk, el Jazz, el Latin Jazz, el Blues, Groove, y otras músicas contemporáneas.
Raúl Romo es el cofundador, junto al guitarrista Iván Pacheco, de las denominadas Pintxo Jam Session Canalla.
Los sonidos de su saxo se venden como loops en el prestigioso sello de House inglés Loopmasters

### Colaboraciones
Raúl Romo ha colaborado con RNE en el programa de música electrónica “Off Radio 3” de Radio 3, con una sesión completa el 13 de octubre de 2012.
También ha participado en la grabación de las bandas sonoras de varias películas, entre otras:
- Airbag (película)[7]
- Di que sí
- 20 cm
- Terapia
- Reinas
- Año mariano

Ha colaborado con leyendas del soul como Lenny Williams y Margie Joseph

### Bandas (selección)
Ha tocado en prestigiosos Festivales de Jazz como el de Madrid, Vitoria, San Sebastián, Fuerteventura, Ratisbona (Alemania), Palermo (Sicilia), Niteroi (Brasil), etc.
Hoy en día actúa en varias bandas con algunas características diferentes:
- The Hot Wok. Banda compuesta por Gonzalo Fernández de Larrinoa al trombón, Jon Ander Sánchez Rexach al helicón, Coco G. Díez al vibráfono, Perico Raéz a la batería y percusión y Raúl al saxo alto y la flauta. Han editado dos discos de Electro Funky Jazz Brass”, el último de ellos titulado “Main dish”[9][10]

- Maracas para dos. Banda en la que comparte escenario con el percusionista Hasier Oleaga combinando Groove, Funk y Jazz en búsqueda tanto de ritmos de gran energía y muy bailables como de mayor recogimiento e intimismo.[11][12][13]

- Congroove. Grupo que forma junto con su mujer,[14] la teclista Say-Chin Yeoh con la intención de conseguir suaves y relajantes veladas en torno a un repertorio compuesto por estándares del Jazz, la Bossa Nova, los Boleros, el Blues …

- Romo’s House. Un proyecto en el que Raúl se enfrenta sólo ante el público usando las herramientas sonoras del House.[15][16][17]

## Actuaciones (selección)
- 2015 (18 de marzo). Actúa con Fred Wesley en la sala Hell Dorado de Vitoria.[18][19][20]
- 2014 (18 de octubre). Comparte escenario con Barbara Mason y Prince Phillip Mitchell en el Kafe Antzokia de Bilbao.[21]
- 2014 (17 de julio). Actúa con Dr. John en la XXXVIII edición del Festival de Jazz de Vitoria[22]
- 2011 (10 de julio). Actúa por partida doble en la gala inaugural del Festival de Jazz de Vitoria[23][24]

## Discografía
Ha grabado con los grupos siguientes:
- 2017. The Farra Marching Band[25]
- Ortophonk
- Betagarri
- The Hot Wok[26]
- El Quinteto de la Muerte
- Boogaloos
- Potato
- The Allnighters
- Mikel Tellería
- Carlos Marques Cuarteto
- Luis Aramburu Big Band
- Tribu Chamán
- Sant Pau 44

En el año 2014 ha aparecido su último disco, junto a Hasier Oleaga, firmando como Maracas para dos